# (27985) Ремандзакко
(27985) Ремандза́кко (27985 Remanzacco) — астероид главного пояса, открытый 2 ноября 1997 года. 
Критерий Тиссерана относительно Юпитера — 3,292.